# The Orioles
The Orioles fue un exitoso e influyente grupo de R & B de finales de los años 40 y principios de los 50, una de las primeras bandas vocales de este género que estableció el modelo básico para el sonido doo-wop.
The Orioles son generalmente reconocidos como el primer grupo vocal R & B. Originarios de Baltimore, su ritmo se basaba en una mezcla de armonías grupo. Su nombre tiene que ver con la oropéndola iniciando de este modo en el estado de Maryland, la tendencia de los grupos a ponerse nombre de aves (The Cardinals, The Crows, The Flamingos, The Larks, The Penguins, The Wrens, etc.). Tuvieron su primer éxito con el tema It’s Too Soon To Know, alcanzando el número uno el 1 de septiembre de 1948, al que pronto seguiría uno nuevo (It's Gonna Be A) Lonely Christmas, in diciembre de ese mismo año.
Sus miembros originales fueron:
- Earlington Carl Tilghman, conocido como Sonny Til (Baltimore, Washington D. C., 18 de agosto de 1928 — 9 de diciembre de 1981, tenor bajo.
- Alexander Sharp (Baltimore, diciembre de 1919 — enero de 1970), tenor alto.
- George Nelson (Baltimore, 1925 —  1959), barítono.
- Johnny Reed (Baltimore, 16 de agosto de 1923 - 18 de junio de 2005), vocal bajo y doble bajo.
- Tommy Gaither (Baltimore, 1919 — Baltimore, 5 de noviembre de 1950, guitarra.

## Primeros años
El grupo se forma en 1947 denominándose entonces The Vibra-Naires y convirtiéndose en su director Deborah Chessler. En abril de 1948 el grupo apareció en la cadena de radio Arthur Godfrey, una emisora de talentos en Nueva York, con Richard Williams como cantante bajo, pero que luego fue sustituido por Johnny Reed.
El grupo consiguió una grabación con la discográfica "It's a Natural", una subsidiaria de Jubilee Records, y cambiaron su nombre al de The Orioles en honor a un pájaro del estado de Maryland y emulando de este modo a otro grupo popular denominado The Ravens, Los Cuervos. 
A principios de 1953, George Nelson, que había tenido problemas con la bebida, abandona el grupo y es reemplazado por John "Gregory" Carroll, quien antes había pertenecido a otro grupo de Baltimore, los Four Buddies.
Williams dejó el grupo por algún tiempo a finales de 1953, y en 1954 Deborah Chessler deja de ser su director. En febrero de 1955, Reed deja también el grupo y es sustituido por Maurice Hicks. Williams y Harris abandonarían poco después. El grupo siguió aún durante un breve período para luego se disolverse.

## Últimos años
Desecho el grupo, Til monta uno nuevo, The Regals, cuyos miembros fueron Tex Cornelius, Diz Russell, Jerry Holeman, Billy Adams y el pieanista Paul Griffin. Este grupo llegó a ser los New Orioles
El grupo siguió hasta finales del decenio de 1990 con Russell, Reese Palmer, Pasar Mahoney, Larry Jordania y el director musical Eddie Jones, quien también trabaja con The Cadillacs. Mahoney y Jones, más tarde fueron sustituidos por George Spann y Royal Height. Bobby Thomas inició su propio grupo Orioles. Johnny Reed tocó con este grupo hasta su muerte en junio de 2005.
En 1998 fueron incluidos en el Salón de la Fama de los Grupos Vocales.